# Metaxina ornata
Metaxina ornata is een keversoort uit de familie Metaxinidae. De wetenschappelijke naam van de soort is voor het eerst geldig gepubliceerd in 1909 door Broun.